# Métro léger du Cariri
 (juin 2025).
Si vous disposez d'ouvrages ou d'articles de référence ou si vous connaissez des sites web de qualité traitant du thème abordé ici, merci de compléter l'article en donnant les références utiles à sa vérifiabilité et en les liant à la section « Notes et références ».
 (juillet 2023).
Le métro léger du Cariri est un réseau de métro léger comprenant une ligne unique et inaugurée en 2009. Il dessert les villes de Crato et de Juazeiro do Norte.